# Marcus Banks
Arthur LeMarcus Banks III, detto Marcus (Las Vegas, 19 novembre 1981), è un ex cestista statunitense.

## Carriera
È stato selezionato dai Memphis Grizzlies al primo giro del Draft NBA 2003 (13ª scelta assoluta).

## Statistiche

### College
| Anno      | Squadra        | PG | PT | MP   | TC%  | 3P%  | TL%  | RP  | AP  | PRP | SP  | PP   |
| --------- | -------------- | -- | -- | ---- | ---- | ---- | ---- | --- | --- | --- | --- | ---- |
| 2001-2002 | UNLV R. Rebels | 31 | 31 | 32,5 | 47,0 | 32,0 | 70,4 | 3,3 | 3,0 | 2,2 | 0,2 | 15,8 |
| 2002-2003 | UNLV R. Rebels | 32 | 32 | 36,1 | 51,4 | 33,6 | 75,7 | 3,3 | 5,5 | 2,8 | 0,1 | 20,3 |
| Carriera  | Carriera       | 63 | 63 | 34,3 | 49,5 | 33,0 | 73,1 | 3,3 | 4,3 | 2,5 | 0,2 | 18,1 |

### NBA

#### Regular Season
| Anno      | Squadra            | PG  | PT | MP   | TC%  | 3P%  | TL%  | RP  | AP  | PRP | SP  | PP   |
| --------- | ------------------ | --- | -- | ---- | ---- | ---- | ---- | --- | --- | --- | --- | ---- |
| 2003-2004 | Boston Celtics     | 81  | 2  | 17,1 | 40,0 | 31,4 | 75,6 | 1,6 | 2,2 | 1,1 | 0,2 | 5,9  |
| 2004-2005 | Boston Celtics     | 81  | 2  | 14,1 | 40,2 | 35,6 | 74,2 | 1,6 | 1,9 | 0,8 | 0,2 | 4,6  |
| 2005-2006 | Boston Celtics     | 18  | 1  | 14,9 | 41,3 | 31,6 | 90,0 | 1,1 | 1,8 | 0,4 | 0,0 | 5,5  |
| 2005-2006 | Minnesota T'wolves | 40  | 28 | 30,7 | 47,9 | 36,4 | 77,8 | 2,9 | 4,7 | 1,2 | 0,3 | 12,0 |
| 2006-2007 | Phoenix Suns       | 45  | 1  | 11,2 | 42,9 | 17,2 | 80,0 | 0,8 | 1,3 | 0,5 | 0,1 | 4,9  |
| 2007-2008 | Phoenix Suns       | 24  | 1  | 12,9 | 40,4 | 38,5 | 75,0 | 0,8 | 1,0 | 0,3 | 0,3 | 5,2  |
| 2007-2008 | Miami Heat         | 12  | 2  | 21,6 | 51,2 | 40,5 | 78,9 | 2,1 | 3,0 | 0,5 | 0,4 | 9,5  |
| 2008-2009 | Miami Heat         | 16  | 0  | 10,4 | 38,5 | 14,3 | 66,7 | 0,9 | 1,4 | 0,6 | 0,1 | 2,6  |
| 2008-2009 | Toronto Raptors    | 6   | 0  | 6,7  | 33,3 | 20,0 | 33,3 | 0,5 | 1,0 | 0,2 | 0,0 | 2,3  |
| 2009-2010 | Toronto Raptors    | 22  | 0  | 11,1 | 53,4 | 29,2 | 82,8 | 1,0 | 1,2 | 0,5 | 0,1 | 5,0  |
| 2010-2011 | Toronto Raptors    | 3   | 0  | 7,3  | 0,0  | 0,0  | 75   | 0,3 | 1,0 | 0,3 | 0,0 | 2,0  |
| Carriera  | Carriera           | 348 | 37 | 16,0 | 43,2 | 32,7 | 76,8 | 1,5 | 2,1 | 0,8 | 0,2 | 5,9  |

#### Play-off
| Anno     | Squadra        | PG | PT | MP   | TC%  | 3P%  | TL%  | RP  | AP  | PRP | SP  | PP  |
| -------- | -------------- | -- | -- | ---- | ---- | ---- | ---- | --- | --- | --- | --- | --- |
| 2004     | Boston Celtics | 4  | 0  | 15,0 | 43,8 | 40,0 | 0,0  | 1,8 | 1,8 | 0,5 | 0,3 | 5,0 |
| 2005     | Boston Celtics | 7  | 0  | 15,1 | 44,8 | 50,0 | 50,0 | 1,6 | 1,0 | 0,6 | 0,0 | 4,6 |
| 2007     | Phoenix Suns   | 2  | 0  | 3,5  | 0,0  | 0,0  | 0,0  | 0,0 | 0,5 | 0,0 | 0,0 | 1,0 |
| Carriera | Carriera       | 13 | 0  | 13,3 | 42,6 | 41,7 | 75   | 1,4 | 1,2 | 0,5 | 0,1 | 4,2 |

## Palmarès
- Coppa di Grecia: 1

Panathinaikos:	2012-13